# Manuel del Pozo
Manuel del Pozo apodado «Rayito» (Sevilla, 1 de enero de 1906-Madrid, 15 de mayo de 1981) fue un torero español.

## Biografía
Debutó en Sevilla el 21 de junio de 1925, con novillos de Fernando Villalón, alternando con Corcito y Andrés Mérida. Tomó la alternativa al año siguiente en San Sebastián con Valencia II como padrino y Algabeño de testigo.
Se cortó la coleta el 5 de agosto de 1934 en la Plaza de Toros de Olivenza.
Su hijo, igualmente apodado «Rayito», también fue matador de toros. Nació en 1933 y falleció en 1970.
Cabe destacar su participación en las películas La maja del capote (1944) en la que encarnaba al torero Pepe-Hillo y en Espronceda (1945).
Falleció el 15 de mayo de 1981 a los 75 años de edad.